# NBA 위대한 50인 선수
NBA 위대한 50인 선수(영어: The 50 Greatest Players in National Basketball Association History)는 1996년 10월 29일 NBA 설립 50주년을 기념하여 선정되었다.
이 50명의 선수는 방송인, 전직 선수들과 코치들, 전,현직 감독들로 구성된 위원회의 투표로 결정되었다.
50명의 선수들 중 47명이 나중에 클리블랜드에 모였는데, 이는 1997년 올스타전 하프타임 행사 때였다.
발표 당시에는 11명의 선수가 현역이 였지만, 이후 모두 은퇴했다.

## NBA 위대한 50인 선수 (The 50 Greatest Players in National Basketball Association History)
| 이름              | 포지션      | 팀 |
| ----------------- | ----------- | --- |
| 카림 압둘 자바    | 센터        | 밀워키 벅스 (1969년~1975년) 로스앤젤레스 레이커스 (1975년~1989년) |
| 네이트 아치볼트   | 가드        | 신시내티 로열스 (1970년~1972년) 캔자스시티-오마하 로열스 (1972년~1975년) 캔자스시티 킹스 (1975년~1976년) 뉴욕 네츠 (1976년~1977년) 보스턴 셀틱스 (1978년~1983년) 밀워키 벅스 (1983년~1984년) |
| 폴 아리진         | 포워드/가드 | 필라델피아 워리어스 (1950년~1962년) |
| 찰스 바클리       | 포워드      | 필라델피아 세븐티식서스 (1984년~1992년) 피닉스 선스 (1992년~1996년) 휴스턴 로키츠 (1996년~2000년) |
| 릭 베리           | 포워드      | 샌프란시스코 워리어스 (1965년~1967년) 오클랜드 오크스 (1968년~1969년) 워싱턴 캡스 (1969년~1970년) 뉴욕 네츠 (1970년~1972년) 골든스테이트 워리어스 (1972년~1978년) 휴스턴 로키츠 (1978년~1980년) |
| 엘진 베일러       | 포워드      | 미니애폴리스 레이커스 (1958년~1960년) 로스앤젤레스 레이커스 (1960년~1971년) |
| 데이브 빙         | 가드        | 디트로이트 피스턴스 (1966년~1975년) 워싱턴 불리츠 (1975년~1977년) 보스턴 셀틱스 (1977년~1978년) |
| 래리 버드         | 포워드      | 보스턴 셀틱스 (1979년~1992년) |
| 윌트 체임벌린     | 센터        | 필라델피아 워리어스 (1959년~1962년) 샌프란시스코 워리어스 (1962년~1965년) 필라델피아 세븐티식서스 (1965년~1968년) 로스앤젤레스 레이커스 (1968년~1973년) |
| 밥 쿠지           | 가드        | 보스턴 셀틱스 (1950년~1963년) 신시내티 로열스 (1969년~1970년) |
| 데이브 코웬스     | 센터/포워드 | 보스턴 셀틱스 (1970년~1980년) 밀워키 벅스 (1982~년1983년) |
| 빌 커닝햄         | 포워드/센터 | 필라델피아 세븐티식서스 (1965년~1972년, 1974년~1976년) 캐롤라이나 쿠커스 (1972년~1974년) |
| 데이브 드버슈어   | 포워드/가드 | 디트로이트 피스턴스 (1962년~1968년) 뉴욕 닉스 (1968년~1974년) |
| 클라이드 드렉슬러 | 가드/포워드 | 포틀랜드 트레일블레이저스 (1983년~1995년) 휴스턴 로키츠 (1995년~1998년) |
| 줄리어스 어빙     | 포워드/가드 | 버지니아 스콰이어스 (1971년~1973년) 뉴욕 네츠 (1973년~1976년) 필라델피아 세븐티식서스 (1976년~1987년) |
| 패트릭 유잉       | 센터/포워드 | 뉴욕 닉스 (1985년~2000년) 시애틀 슈퍼소닉스 (2000년~2001년) 올랜도 매직 (2001년~2002년) |
| 월트 프레이저     | 가드        | 뉴욕 닉스 (1967년~1977년) 클리블랜드 캐벌리어스 (1977년~1980년) |
| 조지 거빈         | 가드/포워드 | 버지니아 스콰이어스 (1972년~1974년) 샌안토니오 스퍼스 (1974년~1985년) 시카고 불스 (1985년~1986년) |
| 핼 그리어         | 가드/포워드 | 시라큐스 내셔널즈 (1958년~1963년) 필라델피아 세븐티식서스 (1963년~1973년) |
| 존 하블리첵       | 포워드/가드 | 보스턴 셀틱스 (1962년~1978년) |
| 엘빈 헤이즈       | 포워드/센터 | 샌디에이고 로키츠 (1968년~1971년) 휴스턴 로키츠 (1971년~1972년, 1981년~1984년) 볼티모어 불리츠 (1972년~1973년) 캐피털 불리츠 (1973년~1974년) 워싱턴 불리츠 (1974년~1981년) |
| 매직 존슨         | 가드/포워드 | 로스앤젤레스 레이커스 (1979년~1991년, 1995년~1996년) |
| 샘 존스           | 가드/포워드 | 보스턴 셀틱스 (1957년~1969년) |
| 마이클 조던       | 가드/포워드 | 시카고 불스 (1984년~1993년, 1994년~1998년) 워싱턴 위저즈 (2001년~2003년) |
| 제리 루카스       | 포워드/센터 | 신시내티 로열스 (1963년~1969년) 샌프란시스코 워리어스 (1969년~1971년) 뉴욕 닉스 (1971년~1974년) |
| 칼 멀론           | 포워드      | 유타 재즈 (1985년~2003년) 로스앤젤레스 레이커스 (2003년~2004년) |
| 모제스 멀론       | 센터/포워드 | 유타 스타즈 (1974년~1975년) 스피릿츠 오브 세인트루이스 (1975년~1976년) 버펄로 브레이브스 (1976년) 휴스턴 로키츠 (1976년~1982년) 필라델피아 세븐티식서스 (1982년~1986년, 1993년~1994년) 워싱턴 불리츠 (1986년~1988년) 애틀랜타 호크스 (1988년~1991년) 밀워키 벅스 (1991년~1993년) 샌안토니오 스퍼스 (1994년~1995년) |
| 피트 마라비치     | 가드        | 애틀랜타 호크스 (1970년~1974년) 뉴올리언스 재즈 (1974년~1979년) 유타 재즈 (1979년~1980년) 보스턴 셀틱스 (1979년~1980년) |
| 케빈 맥헤일       | 포워드/센터 | 보스턴 셀틱스 (1980년~1993년) |
| 조지 마이컨       | 센터        | 미니애폴리스 레이커스 (1948년~1954년, 1956년) |
| 얼 먼로           | 가드        | 볼티모어 불리츠 (1967년~1971년) 뉴욕 닉스 (1971년~1980년) |
| 샤킬 오닐         | 센터        | 올랜도 매직 (1992년~1996년) 로스앤젤레스 레이커스 (1996년~2004년) 마이애미 히트 (2004년~2008년) 피닉스 선스 (2008년~2009년) 클리블랜드 캐벌리어스 (2009년~2010년) 보스턴 셀틱스 (2010년~2011년) |
| 하킴 올라주원     | 센터        | 휴스턴 로키츠 (1984년~2001년) 토론토 랩터스 (2001년~2002년) |
| 로버트 패리시     | 센터        | 골든스테이트 워리어스 (1976년~1980년) 보스턴 셀틱스 (1980년~1994년) 샬럿 호니츠 (1994년~1996년) 시카고 불스 (1996년~1997년) |
| 밥 페티트         | 포워드/센터 | 밀워키 호크스 (1954년~1955년) 세인트루이스 호크스 (1955년~1965년) |
| 스카티 피펜       | 포워드/가드 | 시카고 불스 (1987년~1998년) 휴스턴 로키츠 (1998년~1999년) 포틀랜드 트레일블레이저스 (1999년~2003년) 시카고 불스 (2003년~2004년) |
| 윌리스 리드       | 센터/포워드 | 뉴욕 닉스 (1964년~1974년) |
| 오스카 로버트슨   | 가드/포워드 | 신시내티 로열스 (1960년~1970년) 밀워키 벅스 (1970년~1974년) |
| 데이비드 로빈슨   | 센터        | 샌안토니오 스퍼스 (1989년~2003년) |
| 빌 러셀           | 센터        | 보스턴 셀틱스 (1956년~1969년) |
| 돌프 세이즈       | 포워드/센터 | 시라큐스 내셔널즈 (1949년~1963년) 필라델피아 세븐티식서스 (1963년~1964년) |
| 빌 셔먼           | 가드        | 워싱턴 캐피털스 (1950년~1951년) 보스턴 셀틱스 (1951년~1961년) |
| 존 스톡턴         | 가드        | 유타 재즈 (1984년~2003년) |
| 아이제이아 토머스 | 가드        | 디트로이트 피스턴스 (1981년~1994년) |
| 네이트 써몬드     | 센터/포워드 | 샌프란시스코 워리어스 (1963년~1971년) 골든스테이트 워리어스 (1971년~1974년) 시카고 불스 (1974년~1975년) 클리블랜드 캐벌리어스 (1975년~1977년) |
| 웨스 언셀드       | 센터/포워드 | 볼티모어 불리츠 (1968년~1973년) 캐피털 불리츠 (1973년~1974년) 워싱턴 불리츠 (1974년~1981년) |
| 빌 월튼           | 센터/포워드 | 포틀랜드 트레일블레이저스 (1974년~1979년) 샌디에이고 클리퍼스 (1979년~1984년) 로스앤젤레스 클리퍼스 (1984년~1985년) 보스턴 셀틱스 (1985년~1987년) |
| 제리 웨스트       | 가드/포워드 | 로스앤젤레스 레이커스 (1960년~1974년) |
| 레니 윌킨스       | 가드        | 세인트루이스 호크스 (1960년~1968년) 시애틀 슈퍼소닉스 (1968년~1972년) 클리블랜드 캐벌리어스 (1972년~1974년) 포틀랜드 트레일블레이저스 (1974년~1975년) |
| 제임스 워디       | 포워드      | 로스앤젤레스 레이커스 (1982년~1994년) |

## NBA 역사상 탑 10 코치 (Top 10 Coaches in NBA History)
| 이름        | 팀 |
| ----------- | --- |
| 레드 아워백 | 워싱턴 캐피털스 (1946년~1949년) 트라이시티스 블랙호크스 (1949년~1950년) 보스턴 셀틱스 (1950년~1965년) |
| 척 데일리   | 클리블랜드 캐벌리어스 (1982년) 디트로이트 피스턴스 (1983년~1992년) 뉴저지 네츠 (1992년~1994년) 올랜도 매직 (1997년~1999년)                                                                                               |
| 빌 피치     | 클리블랜드 캐벌리어스 (1970년~1979년) 보스턴 셀틱스 (1979년~1983년) 휴스턴 로키츠 (1983년~1988년) 뉴저지 네츠 (1989년~1992년) 로스앤젤레스 클리퍼스 (1994년~1998년)                                                      |
| 레드 홀즈만 | 밀워키 호크스 (1954년~1955년) 세인트루이스 호크스 (1955년~1956년) 뉴욕 닉스 (1967년~1982년) |
| 필 잭슨     | 시카고 불스 (1989년~1998년) 로스앤젤레스 레이커스 (1999년~2004년, 2005년~2011년) |
| 존 쿤들라   | 미니애폴리스 레이커스 (1948년~1959년) |
| 돈 넬슨     | 밀워키 벅스 (1976년~1987년) 골든스테이트 워리어스 (1988년~1995년) 뉴욕 닉스 (1995년~1996년) 댈러스 매버릭스 (1997년~2005년) 골든스테이트 워리어스 (2006년~2010년)                                                        |
| 잭 램지     | 필라델피아 세븐티식서스 (1968년~1972년) 버펄로 브레이브스 (1972년~1976년) 포틀랜드 트레일블레이저스 (1976년~1986년) 인디애나 페이서스 (1986년~1988년)                                                                    |
| 팻 라일리   | 로스앤젤레스 레이커스 (1981년~1990년) 뉴욕 닉스 (1991년~1995년) 마이애미 히트 (1995년~2003년, 2005년~2008년) |
| 레니 윌킨스 | 시애틀 슈퍼소닉스 (1969년~1972년, 1977년~1985년) 포틀랜드 트레일블레이저스 (1974년~1976년) 클리블랜드 캐벌리어스 (1986년~1993년) 애틀랜타 호크스 (1993년~2000년) 토론토 랩터스 (2000년~2003년) 뉴욕 닉스 (2004년~2005년) |

## 같이 보기
- NBA 25주년 팀
- NBA 35주년 팀
- NBA 75주년 팀